# Eerste klasse 2000-01 (basketbal België)
Het seizoen 2000-2001 was de 54e editie van de hoogste basketbalcompetitie.
Telindus BC Oostende behaalde voor de negende maal de titel. Wegens het niet tijdig betalen van bondschulden werden er 3 punten afgetrokken bij Blue Fox Gent.
TEC Fleron BC promoveerde naar het hoogste niveau na een fusie en gaat spelen onder Liège Basket.
Op het einde van het seizoen gingen Okapi Aalst, Athlon Ieper en Blue Fox Gent in faling.

## Fusie
Echo Houthalen en KBC Hasselt fuseerden tot Ubizen Echo Hasselt

## Naamswijziging
- Hans Verkerk Bree werd Bingoal Bree
- TEC Fleron BC werd TEC Liège BC
- Brother Gent werd Blue Fox Gent

## Eindstand
|  |    |                             | P  | W  | V  | G | Ptn |
|  | -- | --------------------------- | -- | -- | -- | - | --- |
|  | 1  | Telindus BC Oostende        | 26 | 21 | 5  | 0 | 68  |
|  | 2  | Spirou Charleroi            | 26 | 19 | 7  | 0 | 62  |
|  | 3  | RB Telindus Antwerpen       | 26 | 18 | 8  | 0 | 62  |
|  | 4  | Union Telindus Mons-Hainaut | 26 | 15 | 11 | 0 | 56  |
|  | 5  | FLV Athlon Ieper            | 26 | 14 | 12 | 0 | 54  |
|  | 6  | Bingoal Bree                | 26 | 13 | 13 | 0 | 52  |
|  | 7  | TEC Liège                   | 26 | 13 | 13 | 0 | 52  |
|  | 8  | Go Pass Pepinster           | 26 | 13 | 13 | 0 | 52  |
|  | 9  | Power BT Wevelgem           | 26 | 11 | 15 | 0 | 48  |
|  | 10 | Telindus Leuven             | 26 | 11 | 15 | 0 | 48  |
|  | 11 | BBC Okapi Aalst             | 26 | 10 | 16 | 0 | 46  |
|  | 12 | Ubizen Echo Hasselt         | 26 | 9  | 17 | 0 | 44  |
|  | 13 | Blue Fox Gent               | 26 | 9  | 17 | 0 | 44  |
|  | 14 | Atomics Brussels            | 26 | 6  | 20 | 0 | 38  |

## Play-offs
- Best of three Kwart Finales

TEC Liège - Spirou Charleroi 83-88
FLV Athlon Ieper - Telindus Mons-Hainaut 73-99
Bingoal Bree - RB Telindus Antwerpen 91-85
Go Pass Pepinster - Telindus BC Oostende 83-82
Spirou Charleroi - TEC Liège 113-79
Telindus Mons-Hainaut - FLV Athlon Ieper 79-77
RB Telindus Antwerpen - Bingoal Bree 77-79
Telindus BC Oostende - Go Pass Pepinster 77-67
Telindus Oostende - Go Pass Pepinster 70-61
- Best of three Halve Finales

Bingoal Bree - Telindus BC Oostende 88-81
Telindus Mons-Hainaut - Spirou Charleroi 89-85
Telindus BC Oostende - Bingoal Bree 87-67
Spirou Charleroi - Telindus Mons-Hainaut 80-74
Telindus BC Oostende - Bingoal Bree 99-70
Spirou Charleroi - Telindus Mons-Hainaut 107-100 nv
- Best of five

Spirou Charleroi - Telindus BC Oostende 70-99
Telindus BC Oostende - Spirou Charleroi 80-69
Telindus BC Oostende - Spirou Charleroi 86-72
1928 · 1929 · 1930 · 1931 · 1932 · 1933 · 1934 · 1935 · 1936 · 1937 · 1938 · 1939 · 1940 · 1941 · 1942 · 1943 · 1944 · 1945 · 1946 · 1947 · 1948 · 1949 · 1950 · 1951 · 1952 · 1953 · 1954 · 1955 · 1956 · 1957 · 1958 · 1959 · 1960 · 1961 · 1962 · 1963 · 1964 · 1965 · 1966 · 1967 · 1968 · 1969 · 1970 · 1971 · 1972 · 1973 · 1974 · 1975 · 1976 · 1977 · 1978 · 1979 · 1980 · 1981 · 1982 · 1983 · 1984 · 1985 · 1986 · 1987 · 1988 · 1989 · 1990 · 1991 · 1992 · 1993 · 1994 · 1995 · 1996 · 1997 · 1998 · 1999 · 2000 · 2001 · 2002 · 2003 · 2004 · 2005 · 2006 · 2007 · 2008 · 2009 · 2010 · 2011 · 2012 · 2013 · 2014 · 2015 · 2016 · 2017 · 2018 · 2019 · 2020 · 2021